# توبياس شنايدر
توبياس شنايدر (بالألمانية: Tobias Schneider)‏ هو متزلج سريع ألماني، ولد في 23 يوليو 1981 في Schöneberg ‏ في ألمانيا.

## وصلات خارجية
- الموقع الرسمي
- توبياس شنايدر على موقع SpeedSkatingBase.eu (الإنجليزية)
- توبياس شنايدر على موقع SpeedSkatingNews.info (الإنجليزية)
- توبياس شنايدر على موقع SpeedSkatingStats.com (الإنجليزية)
- توبياس شنايدر على موقع أوليمبيديا (الإنجليزية)